# Ornex
Ornex ist eine französische Gemeinde mit 4903 Einwohnern (Stand 1. Januar 2022) im Département Ain in der Region Auvergne-Rhône-Alpes. Sie gehört zum Kanton Saint-Genis-Pouilly im Arrondissement Gex und ist Mitglied im Gemeindeverband Pays de Gex Agglo.

## Geographie
Ornex liegt auf 476 m, etwa neun Kilometer nordnordwestlich der Stadt Genf (Luftlinie). Das ehemalige Bauerndorf erstreckt sich im Pays de Gex, auf einem breiten, vom eiszeitlichen Rhonegletscher modellierten Höhenrücken, im Genfer Becken, in der Nähe des Jurafußes, an der Staatsgrenze zur Schweiz.
Die Fläche des 5,64 km² großen Gemeindegebiets umfasst einen Abschnitt des Pays de Gex. Das nur sehr schwach reliefierte Gebiet bildet einen breiten Rücken, der gegen Norden in die Ebene am Jurafuß übergeht. Durch den Gobé wird der südliche Gemeindeteil zum nahen Genfersee entwässert. Nach Norden erstreckt sich das Gemeindeareal in das ausgedehnte Waldgebiet des Grand Bois und in die Ebene am Jurafuß. Die nördliche Grenze verläuft entlang dem Lion. Mit 481 m wird auf dem Plateau bei Maconnex die höchste Erhebung von Ornex erreicht.
Zu Ornex gehören neben dem eigentlichen Dorf auch verschiedene Weiler und Neubausiedlungen, darunter:
- Maconnex (480 m) auf dem Plateau südlich des Lion
- Villard-Tacon (470 m) in der Talebene des Lion

Nachbargemeinden von Ornex sind Versonnex im Norden, die schweizerische Gemeinde Collex-Bossy im Osten, Ferney-Voltaire im Süden sowie Prévessin-Moëns und Ségny im Westen,.

## Geschichte
Die erste urkundliche Erwähnung von Ornex erfolgte im Jahr 1153 unter dem Namen Ornacho; von 1286 ist die Bezeichnung Ornay überliefert. Vermutlich geht der Ortsname auf den gallorömischen Personennamen Aurinius oder Orinius zurück und bedeutet somit Landgut des Aurinius (Auriniacum).
Während die Dorfkirche im 13. Jahrhundert zu den Gütern des Klosters Payerne gehörte, war Ornex im Besitz einer lokalen Adelsfamilie und gelangte im 14. Jahrhundert als Lehen an die Herren von Gex. Zusammen mit dieser Herrschaft kam das Dorf im 14. Jahrhundert unter die Oberhoheit der Grafen von Savoyen. Danach teilte Ornex die wechselvolle Geschichte des Pays de Gex, mit dem es nach Abschluss des Vertrages von Lyon 1601 endgültig an Frankreich gelangte.

## Bevölkerung
| Jahr                       | 1962 | 1968 | 1975 | 1982 | 1990 | 1999 | 2006 | 2013 | 2021 |
| Einwohner                  | 373  | 519  | 1042 | 1065 | 2263 | 2663 | 3053 | 4276 | 4690 |
| Quellen: Cassini und INSEE |      |      |      |      |      |      |      |      |      |

Mit 4903 Einwohnern (Stand 1. Januar 2022) gehört Ornex zu den mittelgroßen Gemeinden des Départements Ain. Seit Mitte der 1960er Jahre wurde ein markantes Bevölkerungswachstum verzeichnet. Besonders starke Wachstumsraten wurden ab den 1980er Jahren registriert. In den 30 Jahren von 1990 bis 2020 hat sich die Einwohnerzahl von Ornex ochmals verdoppelt. Außerhalb des alten Ortskerns wurden zahlreiche neue Einfamilienhäuser gebaut. Heute ist das Siedlungsgebiet nahezu lückenlos mit demjenigen von Prévessin-Moëns und von Ferney-Voltaire zusammengewachsen. Die Ortsbewohner von Ornex heißen auf Französisch Ornésien(ne)s.

## Sehenswürdigkeiten
Die Pfarrkirche Saint-Brice in Ornex wurde ursprünglich im gotischen Stil erbaut, später jedoch mehrfach umgestaltet. Der Chor stammt aus dem 13. Jahrhundert, die Seitenkapelle aus dem 15. Jahrhundert und der heutige Turm wurde 1818 fertiggestellt. Der ehemalige mittelalterliche Herrschaftssitz wurde im 17. Jahrhundert verändert.

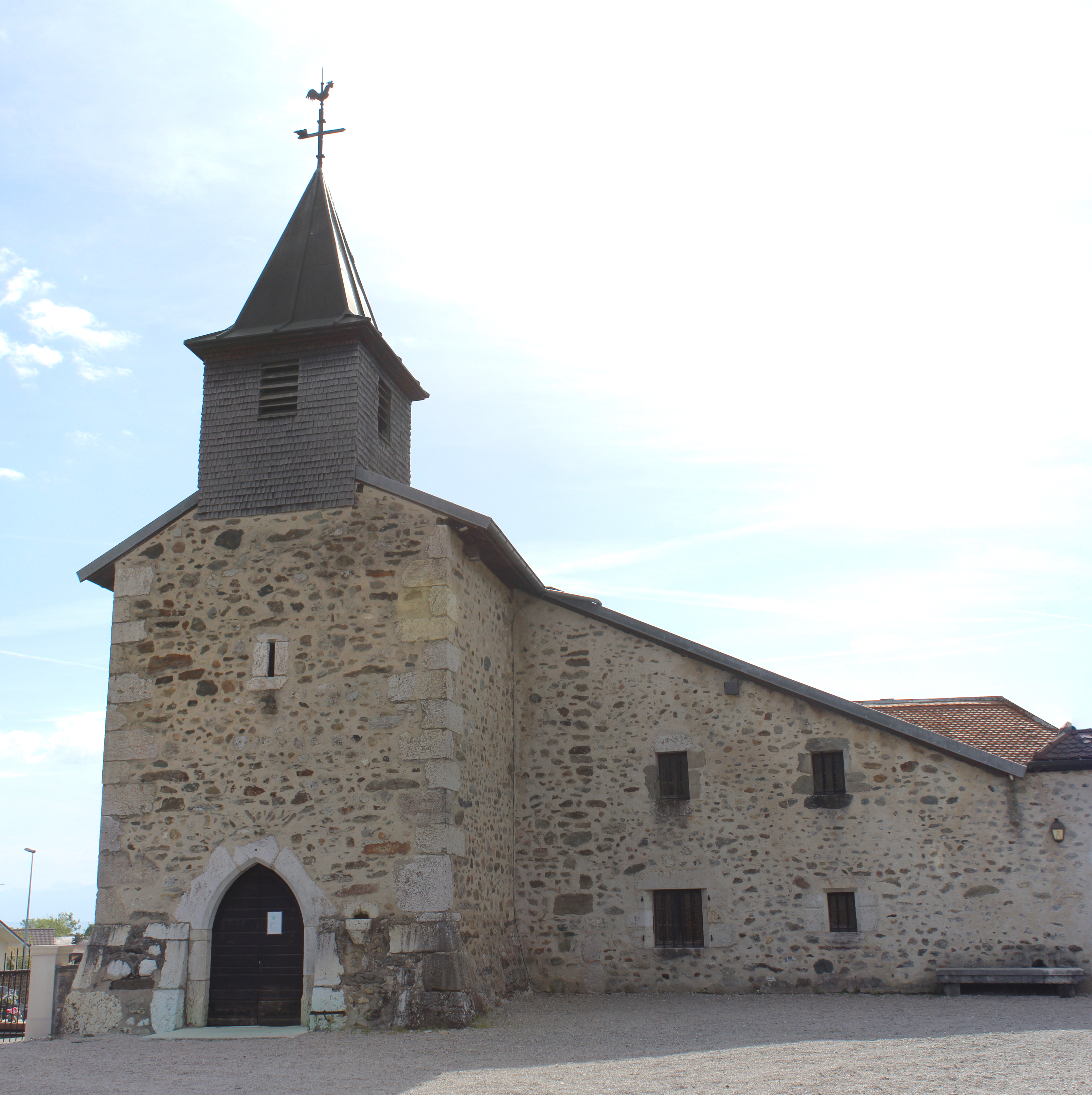
Pfarrkirche Saint-Brice
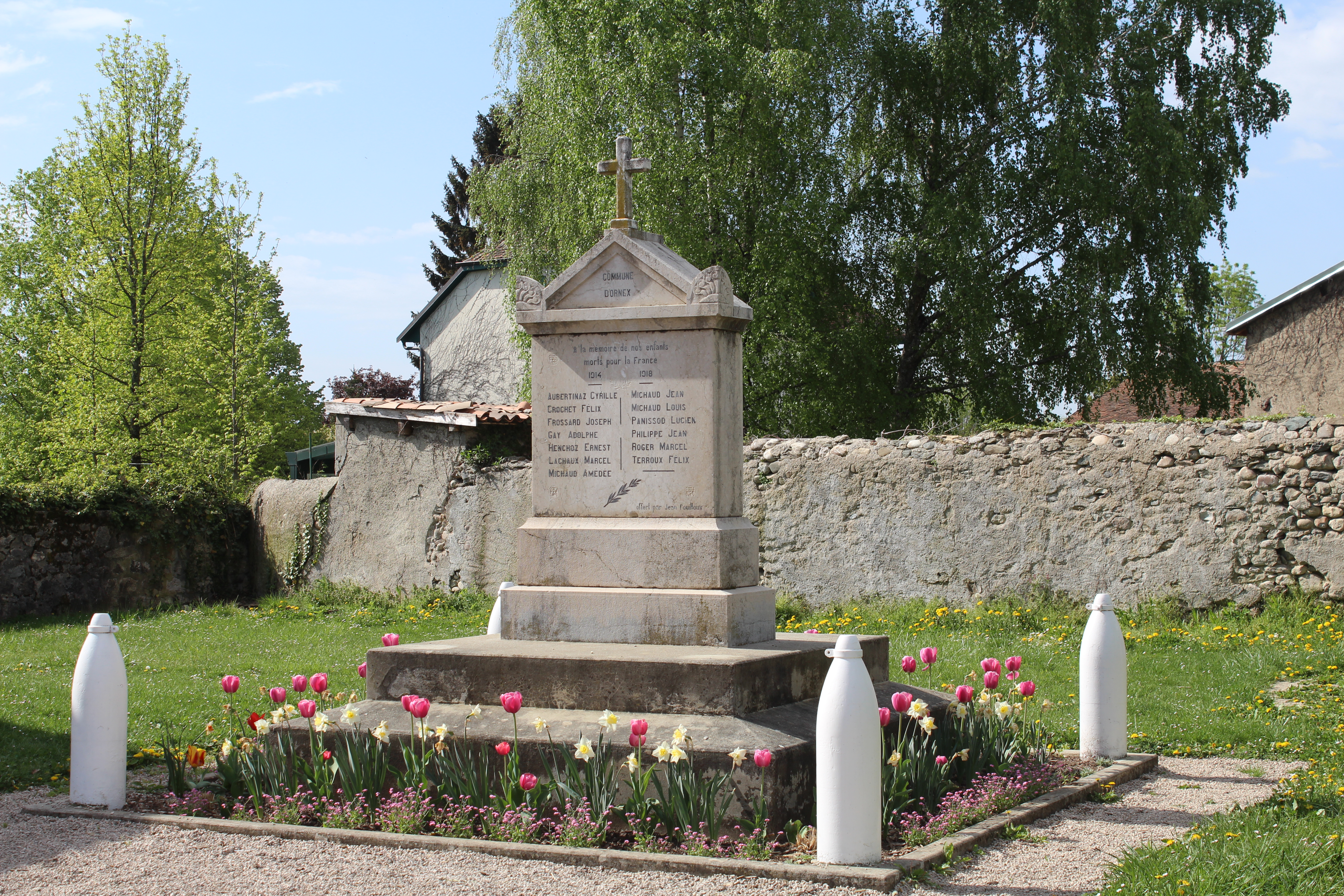
Gefallenendenkmal

## Wirtschaft und Infrastruktur
Ornex war bis weit ins 20. Jahrhundert hinein ein vorwiegend durch die Landwirtschaft geprägtes Dorf. Heute gibt es verschiedene Betriebe des Klein- und Mittelgewerbes. Mittlerweile hat sich das Dorf zu einer Wohngemeinde gewandelt. Zahlreiche Erwerbstätige sind Wegpendler, die in den größeren Ortschaften des Pays de Gex oder als Grenzgänger in der Agglomeration Genf arbeiten. An der östlichen Gemeindegrenze zur Schweiz wird auf einer 1,5 ha messenden Parzelle Wein angebaut. Die in Südostlage befindliche Rebfläche setzt sich über die Staatsgrenze 600 m weiter nach Nordosten  bis Bossy fort.
Die Ortschaft ist verkehrsmäßig gut erschlossen. Sie liegt an der Hauptstraße N5, die von Genf via Ferney-Voltaire nach Gex führt. Eine weitere Straßenverbindung besteht mit Prévessin-Moëns. Der nächste Anschluss an die schweizerische Autobahn A1 befindet sich in einer Entfernung von rund 4 km. Auch der Flughafen Genève-Cointrin ist leicht erreichbar. Von 1900 bis 1932 verkehrte die Straßenbahn Gex–Ferney-Voltaire durch die Gemeinde. Sie hatte zwei Haltestellen auf dem Gemeindegebiet: Ornex und Maconnex. Heute hält die vom Gare Cornavin in Genf nach Gex führende Autobus-Linie F der Transports publics genevois auf dem Gebiet von Ornex an den Haltestellen Ornex-Fruitière  und Maconnex.
In Ornex befindet sich eine staatliche école primaire (Grundschule mit eingegliederter Vorschule).